# Mareuil-sur-Arnon
Pour les articles homonymes, voir Mareuil et Arnon (homonymie).
Mareuil-sur-Arnon est une commune française située dans le département du Cher en région Centre-Val de Loire.

## Géographie
Le territoire communal est arrosé par la rivière Arnon.
Elle dépend du RPI : Ségry (Indre) - Chezal-Benoît - Mareuil-sur-Arnon.
Le territoire communal est traversé par le sentier de grande randonnée de pays de la Champagne berrichonne.

### Climat
Pour des articles plus généraux, voir Climat du Centre-Val de Loire et Climat du Cher.
En 2010, le climat de la commune est de type climat océanique dégradé des plaines du Centre et du Nord, selon une étude du CNRS s'appuyant sur une série de données couvrant la période 1971-2000. En 2020, Météo-France publie une typologie des climats de la France métropolitaine dans laquelle la commune est exposée à un climat océanique altéré et est dans une zone de transition entre les régions climatiques « Centre et contreforts nord du Massif Central » et « Ouest et nord-ouest du Massif Central ». 
Pour la période 1971-2000, la température annuelle moyenne est de 11,3 °C, avec une amplitude thermique annuelle de 15,6 °C. Le cumul annuel moyen de précipitations est de 738 mm, avec 11,1 jours de précipitations en janvier et 7 jours en juillet. Pour la période 1991-2020, la température moyenne annuelle observée sur la station météorologique la plus proche, située sur la commune de Lignières à 14 km à vol d'oiseau, est de 12,2 °C et le cumul annuel moyen de précipitations est de 774,6 mm,. Pour l'avenir, les paramètres climatiques de la commune estimés pour 2050 selon différents scénarios d'émission de gaz à effet de serre sont consultables sur un site dédié publié par Météo-France en novembre 2022.

## Urbanisme

### Typologie
Au 1er janvier 2024, Mareuil-sur-Arnon est catégorisée commune rurale à habitat dispersé, selon la nouvelle grille communale de densité à 7 niveaux définie par l'Insee en 2022.
Elle est située hors unité urbaine et hors attraction des villes,.

### Occupation des sols
L'occupation des sols de la commune, telle qu'elle ressort de la base de données européenne d’occupation biophysique des sols Corine Land Cover (CLC), est marquée par l'importance des territoires agricoles (79,3 % en 2018), une proportion sensiblement équivalente à celle de 1990 (79,2 %). La répartition détaillée en 2018 est la suivante : 
terres arables (72,4 %), forêts (16,1 %), prairies (7 %), eaux continentales (2,4 %), zones urbanisées (2,1 %).
L'évolution de l’occupation des sols de la commune et de ses infrastructures peut être observée sur les différentes représentations cartographiques du territoire : la carte de Cassini (XVIIIe siècle), la carte d'état-major (1820-1866) et les cartes ou photos aériennes de l'IGN pour la période actuelle (1950 à aujourd'hui).

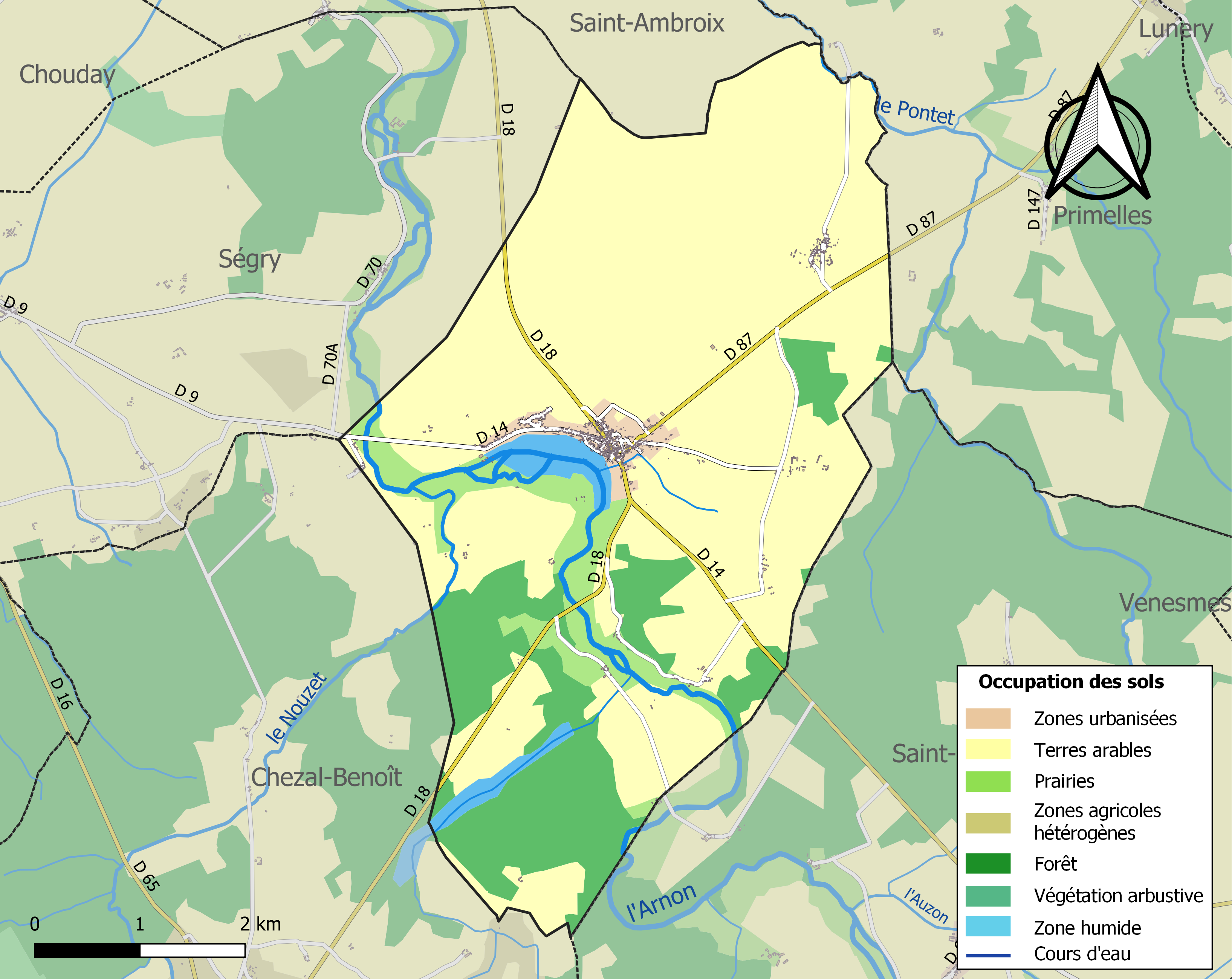
Carte des infrastructures et de l'occupation des sols de la commune en 2018 (CLC).

### Risques majeurs
Le territoire de la commune de Mareuil-sur-Arnon est vulnérable à différents aléas naturels : météorologiques (tempête, orage, neige, grand froid, canicule ou sécheresse), inondations, mouvements de terrains et séisme (sismicité faible). Il est également exposé à un risque technologique, le transport de matières dangereuses. Un site publié par le BRGM permet d'évaluer simplement et rapidement les risques d'un bien localisé soit par son adresse soit par le numéro de sa parcelle.

#### Risques naturels
Certaines parties du territoire communal sont susceptibles d’être affectées par le risque d’inondation par débordement de cours d'eau, notamment l'Arnon, le Nouzet et le Pontet. La commune a été reconnue en état de catastrophe naturelle au titre des dommages causés par les inondations et coulées de boue survenues en 1982, 1999, 2001, 2003, 2014 et 2016,.

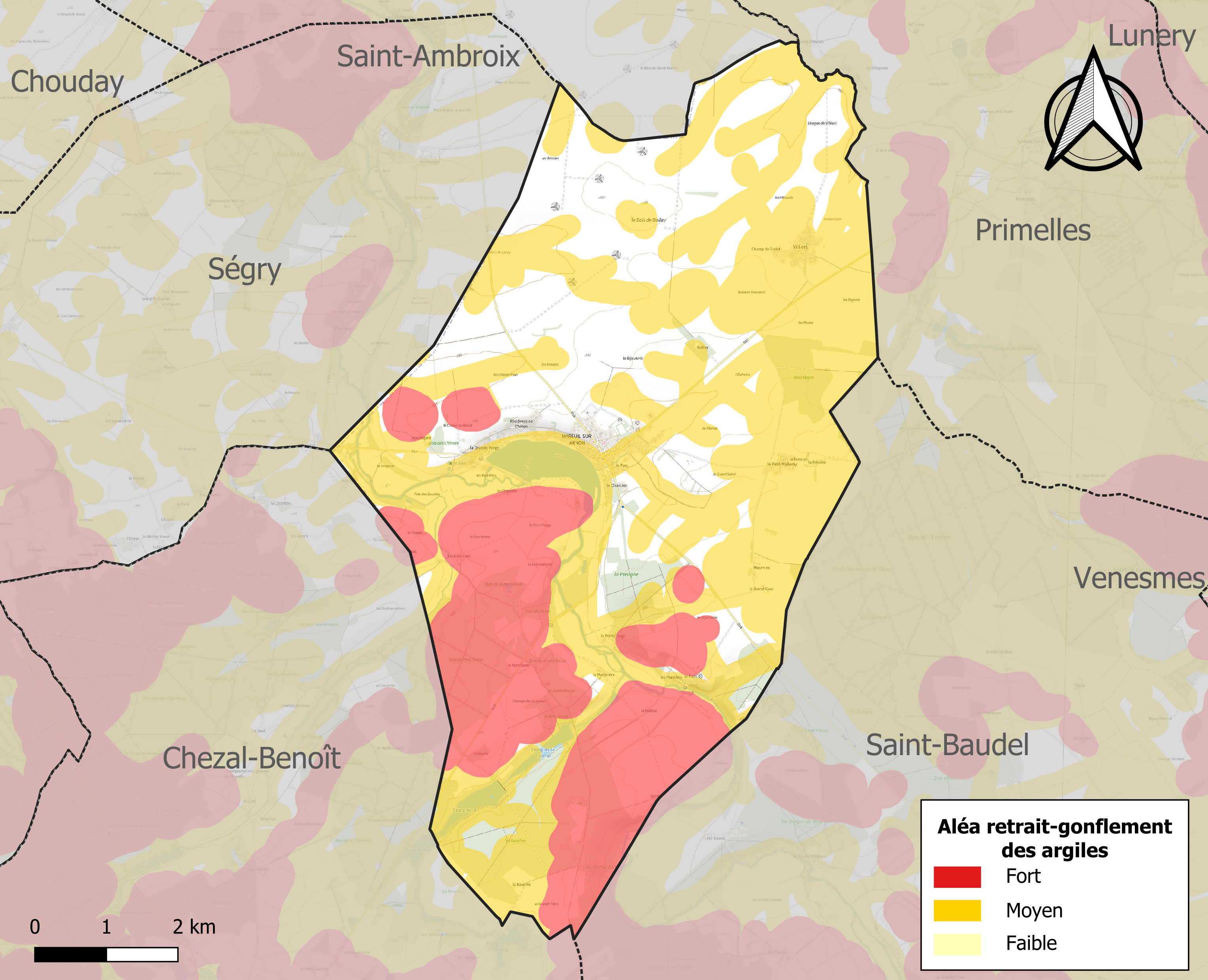
Carte des zones d'aléa retrait-gonflement des sols argileux de Mareuil-sur-Arnon.

La commune est vulnérable au risque de mouvements de terrains constitué principalement du retrait-gonflement des sols argileux. Cet aléa est susceptible d'engendrer des dommages importants aux bâtiments en cas d’alternance de périodes de sécheresse et de pluie. 75,1 % de la superficie communale est en aléa moyen ou fort (90 % au niveau départemental et 48,5 % au niveau national). Sur les 419 bâtiments dénombrés sur la commune en 2019, 267 sont en aléa moyen ou fort, soit 64 %, à comparer aux 83 % au niveau départemental et 54 % au niveau national. Une cartographie de l'exposition du territoire national au retrait gonflement des sols argileux est disponible sur le site du BRGM,.
Concernant les mouvements de terrains, la commune a été reconnue en état de catastrophe naturelle au titre des dommages causés par la sécheresse en 2018 et 2019 et par des mouvements de terrain en 1999.

#### Risques technologiques
Le risque de transport de matières dangereuses sur la commune est lié à sa traversée par des infrastructures routières ou ferroviaires importantes ou la présence d'une canalisation de transport d'hydrocarbures. Un accident se produisant sur de telles infrastructures est en effet susceptible d’avoir des effets graves au bâti ou aux personnes jusqu’à 350 m, selon la nature du matériau transporté. Des dispositions d’urbanisme peuvent être préconisées en conséquence.

## Toponymie
Les toponymes du type Mareuil sont issus du celtique (gaulois) maro-ialon signifiant « grande clairière ».

## Histoire
Le premier seigneur de Mareuil connu est Ebrard d'Issoudun vers 1007.
La communauté de Mareuil est en crise démographique au début du XVIIIe siècle, puisqu’elle passe de 127 feux en 1709 à 125 en 1726. L’hiver de 1709-1710 notamment cause de nombreuses pertes, ainsi que la grande canicule de 1719 (qui tua beaucoup par dysenterie).
Avec plus de 2000 habitants en 1866, l'économie du bourg était alors portée par des grandes forges, lesquelles ont rapidement disparu dans les années 1870 sous l'effet de la concurrence anglaise. Avec l'avènement du tourisme, le plan d'eau de 30 hectares qui alimentait les forges est recréé en 1976, connaissant une bonne fréquentation... jusqu'en 2014, date à laquelle les équipements de loisirs ferment par manque de mise aux normes.

## Politique et administration
| Période   | Période  | Identité           | Étiquette | Qualité           |
| --------- | -------- | ------------------ | --------- | ----------------- |
| 2020      | En cours | François Legnier   |           |                   |
| 2014      | 2020     | Véronique Brisson  | SE        | Chef d'entreprise |
| mars 2001 | 2014     | Jean-Pierre Pineau | PR        |                   |
| ?         | 2001     | Jacques Auberger   |           |                   |
| 1995      | ?        | Anne Zeller        |           |                   |
| 1983      | 1995     | Max Bourgeade      | DVD       | Dentiste          |
| 1977      | 1983     | Claude Ravier      |           | Médecin           |
| 1959      | 1977     | Gabriel Auberger   |           |                   |
| 1953      | 1959     | Pierre Verrié      |           |                   |
| 1935      | 1953     | Léon Henriet       | PCF       | Bûcheron          |

## Démographie
L'évolution du nombre d'habitants est connue à travers les recensements de la population effectués dans la commune depuis 1793. Pour les communes de moins de 10 000 habitants, une enquête de recensement portant sur toute la population est réalisée tous les cinq ans, les populations de référence des années intermédiaires étant quant à elles estimées par interpolation ou extrapolation. Pour la commune, le premier recensement exhaustif entrant dans le cadre du nouveau dispositif a été réalisé en 2004.

En 2022, la commune comptait 476 habitants, en évolution de −12,82 % par rapport à 2016 (Cher : −2,48 %, France hors Mayotte : +2,11 %).
| 1793 | 1800  | 1806  | 1821  | 1831  | 1836  | 1841  | 1846  | 1851  |
| ---- | ----- | ----- | ----- | ----- | ----- | ----- | ----- | ----- |
| 690  | 1 160 | 1 191 | 1 400 | 1 500 | 1 610 | 1 565 | 1 715 | 1 890 |

| 1856  | 1861  | 1866  | 1872  | 1876  | 1881  | 1886  | 1891  | 1896  |
| ----- | ----- | ----- | ----- | ----- | ----- | ----- | ----- | ----- |
| 1 936 | 1 916 | 2 011 | 1 915 | 1 689 | 1 719 | 1 671 | 1 587 | 1 464 |

| 1901  | 1906  | 1911  | 1921  | 1926  | 1931  | 1936  | 1946 | 1954 |
| ----- | ----- | ----- | ----- | ----- | ----- | ----- | ---- | ---- |
| 1 338 | 1 361 | 1 267 | 1 131 | 1 060 | 1 056 | 1 011 | 949  | 871  |

| 1962 | 1968 | 1975 | 1982 | 1990 | 1999 | 2004 | 2006 | 2009 |
| ---- | ---- | ---- | ---- | ---- | ---- | ---- | ---- | ---- |
| 869  | 822  | 715  | 659  | 611  | 591  | 601  | 604  | 566  |

| 2014 | 2019 | 2022 | - | - | - | - | - | - |
| ---- | ---- | ---- | - | - | - | - | - | - |
| 544  | 505  | 476  | - | - | - | - | - | - |

## Économie
Mareuil-sur-Arnon a une offre de services diversifiée pour une commune de cette taille : épicerie, restaurant, bar, médecin, infirmière libérale, pharmacie, coiffure, taxi, artisans divers.
La culture de la lentille verte du Berry est présente dans la commune.

## Culture locale et patrimoine

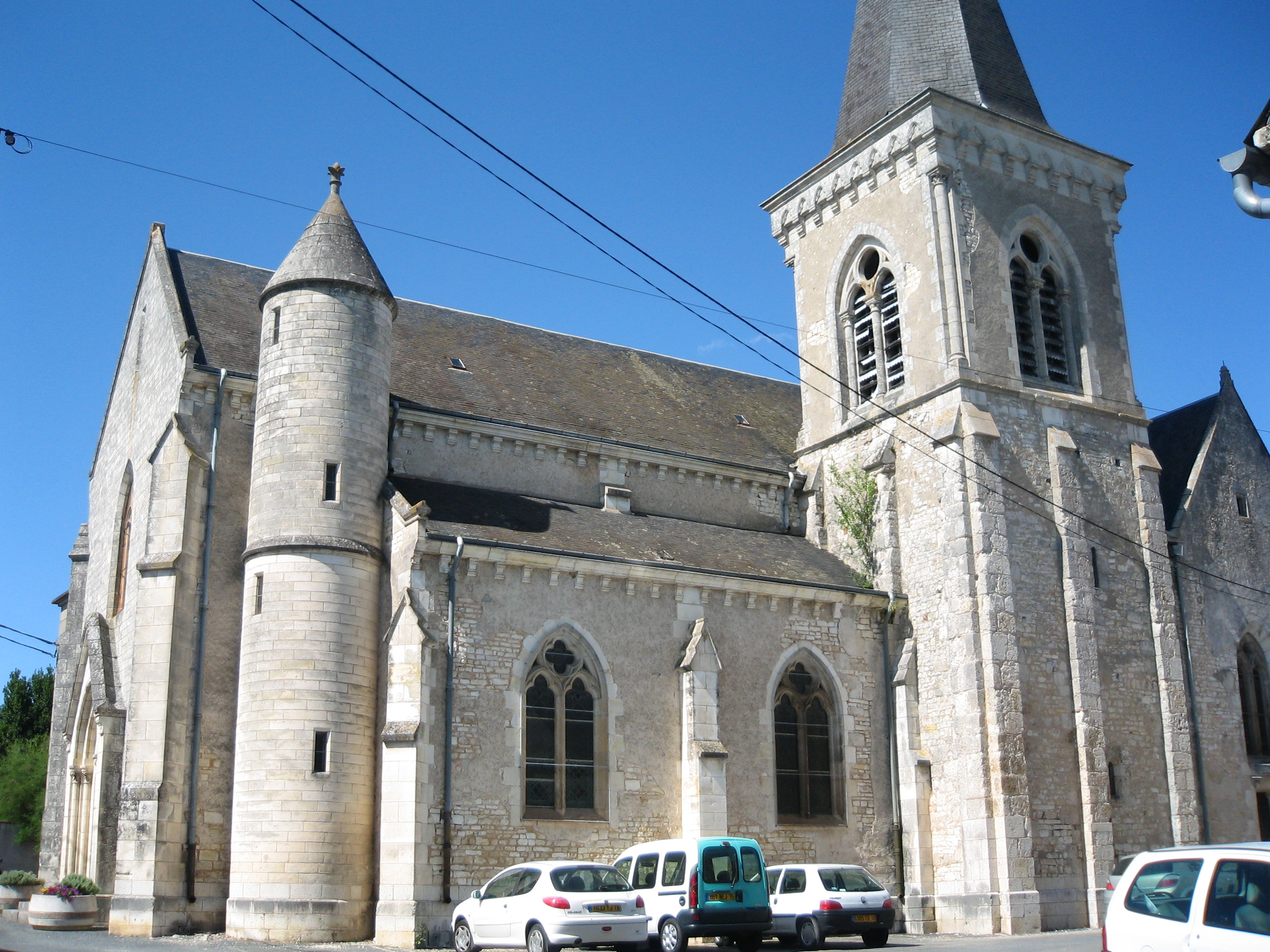
Église Notre-Dame-de-l'Assomption.

### Lieux et monuments
- Le plan d'eau artificiel de 30 hectares qui jouxte le village, créé pour alimenter les turbines des forges au XIXe siècle, a perdu en 2014 sa base de loisirs et son camping par défaut d'investissement[22].
- Église Notre-Dame-de-l'Assomption; anciennement Saint-Pierre, XIIe, XIVe ou XVe et XIXe. L'église actuelle est presque entièrement reconstruite en 1882-1884[19].
- Quelques tours en ruine d'un ancien château.

### Personnalités liées à la commune
- Louis Baillot ou Bayot, dit Liotard (né vers 1797), curé dans le Cher ; animateur du mouvement démocrate dans le village de Mareuil-sur-Arnon (Cher) ; victime de la répression déclenchée en 1851[29].
- Pierre Forest (1851-1914), né à Mareuil, ouvrier plâtrier, militant socialiste blanquiste, journaliste dans la presse. Il est enterré à Pantin[30]
- Léon Henriet (1879-1963), maire de Mareuil-sur-Arnon de 1935 à 1953, bûcheron ; militant communiste et syndicaliste CGTU du Cher[31].
- Albert Gouliard, (dans la résistance : Lieutenant Albert) (1915-1944), militaire, résistant, capitaine des FFI (maquis de Cluis), mort au combat à Mareuil-sur-Arnon le 10 septembre 1944[32], une stèle est élevée à Mareuil-sur-Arnon, route de Chateauneuf[33].
- Guy Chamaillard (1920-1975), résistant, arrêté le 5 janvier 1944 par la Gestapo à la suite d'une dénonciation, il est déporté au camp de Dora. Il est l'un des rares déportés français à avoir survécu au massacre de la grange de Gardelegen, le 13 avril 1945, où 1 016 d'entre eux périrent[34].
- Muriel Cayet (née en 1961), peintre française[35].